# Blankensee, Vorpommern-Greifswald
Blankensee är en kommun och ort i Landkreis Vorpommern-Greifswald i förbundslandet Bergholz i Tyskland.
Kommunen ingår i kommunalförbundet Amt Löcknitz-Penkun tillsammans med kommunerna Bergholz, Boock, Glasow, Grambow, Krackow, Löcknitz, Nadrensee, Penkun, Plöwen, Ramin, Rossow och Rothenklempenow.